# Río Pantepec
El río Pantepec es un río mexicano perteneciente a la cuenca del río Tuxpan, de la vertiente del golfo de México. El río Pantepec se considera el curso alto del río Tuxpan.
El Pantepec nace en las montañas del estado de Hidalgo, atraviesa la Sierra Norte de Puebla, penetrando en el territorio poblano y baja hacia la Llanura Costera del Golfo, en el estado de Veracruz. Tras confluir con el río Vinazco, el río es conocido ya como Tuxpan, y acaba desembocando en el golfo de México, en la barra de Tuxpan, frente al municipio veracruzano de Tuxpan.
El río tiene una longitud de unos 130 kilómetros. Se forma con los manantiales de la vertiente oriental de la Sierra Madre Oriental, y en su curso hacia el golfo de México va recibiendo las aguas de numerosos afluentes que nacen en la Sierra Norte de Puebla. Debido a la gran pluviosidad de la cuenca de este río, en temporada de lluvias suele padecer inundaciones, algunas de las cuales han causado grandes desastres sociales. En octubre de 1999, el Pantepec arrasó varias casas en el municipio de Huehuetla (Hidalgo), y en territorio poblano arrastró a 254 personas en su crecida. Cuando el Pantepec se desborda, los suelos blandos de la Sierra Norte se desgajan de las laderas de la montaña, y esto pone en peligro a sus habitantes, especialmente entre los meses de junio y octubre, cuando las lluvias son más altas en la región.